# Roger Westman
Roger Ulick Branch Westman (Jarrow, 16 de septiembre de 1939 – Londres, 29 de abril de 2020) era un arquitecto y diseñador británico. Westman asistió a la Escuela de Architectural Association School of Architecture en Londres. Westman impartió clases de historia de la arquitectura en varias de las escuelas de arquitectura más prestigiosas de Europa, incluyendo la Universidad Técnica de Viena, el Politécnico de Milán, ETH Zürich y la Universidad Politécnica de Madrid. Westman ganó varios premios del Royal Institute of British Architects. Admiraba a Antoni Gaudi. 